# Пападопулос, Христос (футболист, 2004)
Христос Пападопулос (греч. Χρήστος Παπαδόπουλος; род. 1 ноября 2004, Лариса) — греческий футболист, полузащитник клуба «Дженоа», выступающий на правах аренды за «Ювентус Некст Джен».

## Клубная карьера
Христос начинал карьеру в клубе «Фаланиакос». В 2021 году он стал игроком «Аэтос». В составе этой команды полузащитник дебютировал во взрослом футболе: 29 августа он целиком отыграл встречу с «Ахероном» в рамках Кубка Греции. Во второй половине сезона 2021/22 Христос выступал за «Ираклис» из Лариссы. 18 мая 2022 года он результативно дебютировал за клуб в завершающей фазе Гамма Этники, поразив ворота «ПАО». На 62-й минуте игры его удалили с поля за две жёлтые карточки. Всего на счету игрока 2 мяча в 5 матчах турнира.
Летом 2022 года Христос присоединился к молодёжной команде «Дженоа». Его дебют за взрослую команду «грифонов» состоялся 5 мая 2024 года в матче чемпионата Италии против «Милана»: полузащитник заменил Калеба Экубана на 87-й минуте игры. Летом 2024 года футболист был арендован клубом «Ювентус Некст Джен» из Серии C. Он также привлекается к тренировкам и матчам «Ювентуса».

## Международная карьера
Свой единственный матч в составе молодёжной сборной Греции Христос провёл 19 ноября 2024 года: в товарищеской встрече против молодёжной сборной Венгрии он отыграл первый тайм и в перерыве был заменён на Йоргоса Кириопулоса.